# إحسان هندي
إحسان هندي (ولد 1931 م) حقوقي قانوني، وكاتب وأديب سوري، ومؤرِّخ ومترجم، وأستاذ جامعي. وهو عضو في اتحاد الكتَّاب العرب. 

## سيرته
وُلد إحسان هندي في مدينة حماة، عام 1931. 
نال الإجازة في التاريخ وآداب اللغة الفرنسية، ثم دكتوراه دولة في القانون الدَّولي العام. 
عمل رئيسًا لفرع الصِّحافة في إدارة التوجيه المعنوي في القوَّات المسلَّحة، ومدرِّسًا للفلسفة واللغة الفرنسية في ثانويات دمشق، وأستاذًا للتاريخ والقانون في جامعة وهران بالجزائر، وأستاذًا للقانون الدَّولي العام في سورية والمغرب والإمارات العربية المتحدة.

## مؤلفاته
1. «كفاح الشعب العربي السوري 1908- 1948: دراسة عسكرية تاريخية» إدارة الشؤون العامَّة والتوجيه المعنوي، دمشق، 1962.[3]
2. «الحياة العسكرية عند العرب» وِزارة الثقافة والإرشاد القومي، دمشق، 1964.
3. «دمشق تحت القنابل» ترجمة عن الفرنسية، مطبعة الاعتدال، دراسة، دمشق، 1967.[4]
4. «معركة ميسلون: دراسة تاريخية عسكرية للمعركة وللظروف التي أدت إليها من الناحيتين السياسية والاقتصادية» وِزارة الثقافة والإرشاد القومي، دمشق، 1968.[5]
5. «قوانين الاحتلال الحربي» منشورات الإدارة السياسة، دمشق، 1971.
6. «الجيش العربي في عصر الفتوحات» هيئة التدريب، دمشق، 1974.
7. «الحلُّ العادل أسئلة وأجوبة صريحة عن القضية الفلسطينية» دار النفائس، بيروت، 1974.[6]
8. «الحوليات الجزائرية» المكتب العربي للطباعة والنشر، دمشق، 1977.
9. «مبادئ القانون الدَّولي العامِّ في السِّلم والحرب» دار الجيل، دمشق، 1984.
10. «معركة وادي المخازن أو معركة الملوك الثلاثة» مركز الدراسات التاريخية، دمشق، 1985.[7]
11. «قوانين المطبوعات والنشر في دول الخليج العربية: دراسة مقارنة في النصوص» دار الكتاب العربي، بيروت، ومكتبة الإمارات، العين 1985.[8]
12. «الأنيق في المناجيق» تأليف ابن أرنبغا الزردكاش؛ شارك في تحقيقه والتعليق على متنه ورسومه والتقديم له، معهد التراث، حلب، ومعهد المخطوطات العربية، الكويت، 1985.[9]
13. «الإسلام والقانون الدَّولي» دار طلاس، دمشق، 1991.[10]
14. «لمحة عن الموَّالات السورية: دراسة مع النصوص» دار طلاس، دمشق، 1991.[11]
15. «قوانين الحرب والسلام في دولة الإسلام» دار الغدير، دمشق، 1993.
16. «العزُّ والمنافعْ للمجاهدين في سبيل الله بالمدافعْ» تحقيق مخطوط وشرحه والتعليق عليه، مركز الدراسات التاريخية، دمشق، 1994.
17. «كلمات في الفكر والتاريخ: دراسة» اتحاد الكتَّاب العرب، دمشق، 1996.[12]
18. «خفايا وأسرار منظمة بْنَاييْ برييتْ» مركز الدراسات التاريخية، دمشق، 1997.[13]
19. «تاريخ المؤسسات الجزائرية» دار المدني للطباعة والنشر، 1998.[14]
20. «أحكام الحرب والسلام في دولة الإسلام» دار النمير، 1993 [15]